# Prionops scopifrons
El prionopo frentirrufo (Prionops scopifrons) es una especie de ave en la familia Prionopidae, anteriormente incluido en la familia Malaconotidae.
Se lo encuentra en Kenia, Mozambique, Somalia, Sudáfrica, Tanzania, y Zimbabue.
Sus hábitats naturales son los bosques secos subtropicales o tropicales, las zonas arbustivas subtropicales o tropicales, y las zonas arbustivas húmedas  subtropicales o tropicales alrededor del ecuador.